# Andrzej Georgiew

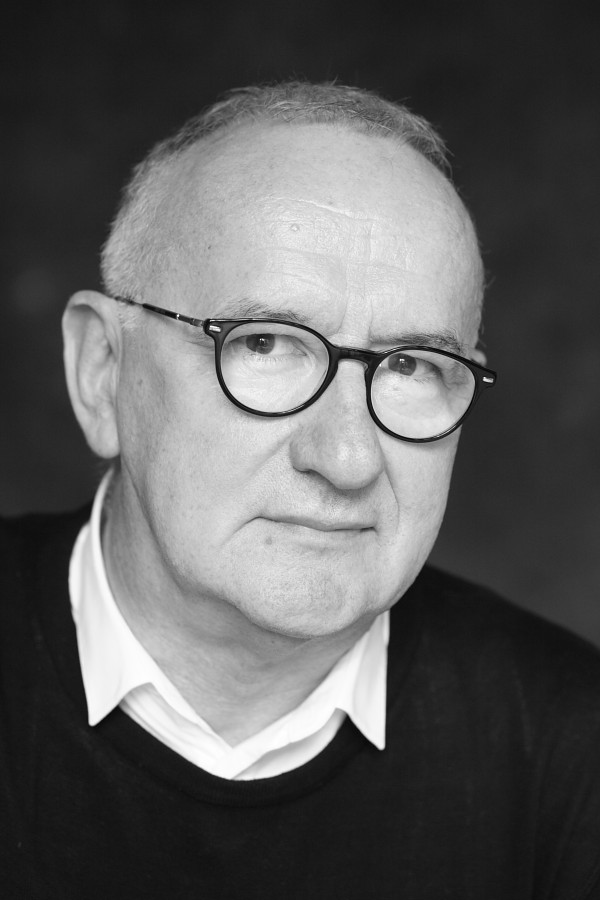
Grzegorz Chrapkiewicz; Foto: Andrzej Georgiew

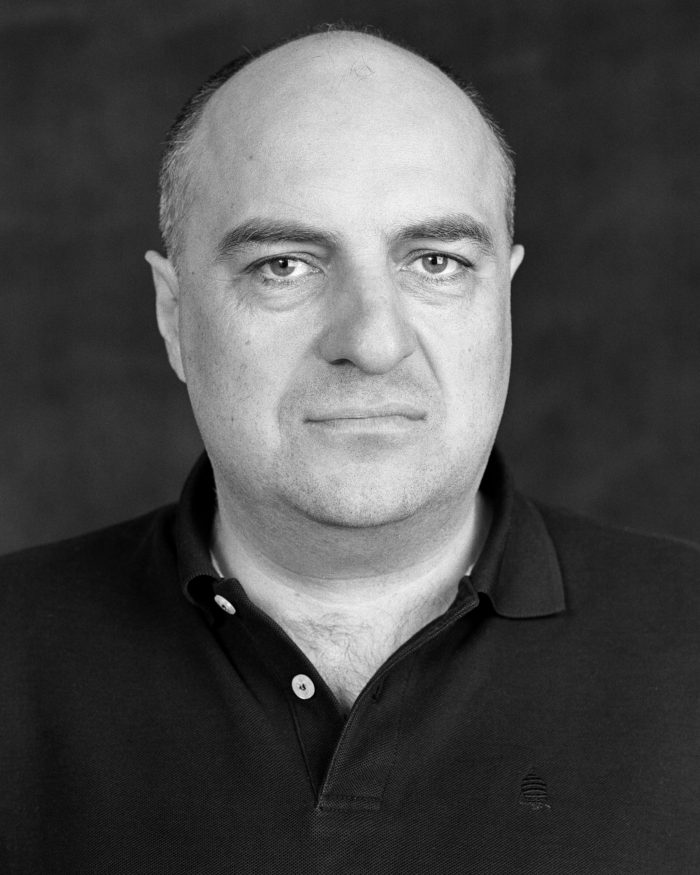
Wojciech Tomczyk; Foto: Andrzej Georgiew

Andrzej Georgiew (ur. 1963 w Warszawie / Międzylesiu, zm. 28 sierpnia 2016 w Warszawie) – polski artysta fotograf, portrecista. Członek założyciel grupy fotograficznej Latarnik.

## Życiorys
Andrzej Georgiew związany z warszawskim środowiskiem fotograficznym – mieszkał i tworzył w Warszawie. Fotografował od połowy lat 70. XX wieku. W II połowie lat 80. XX wieku został studentem Jan van Eyck Akademie w Maastricht w Holandii. Miejsce szczególne w jego twórczości zajmowała fotografia portretowa (znane osoby ze świata biznesu, literatury, muzyki, sztuki) oraz fotografia teatralna – w zdecydowanej większości powstająca przy użyciu kamer do fotografii wielkoformatowej. Po raz pierwszy zaprezentował swoje fotografie na wystawie autorskiej – 33 Męskie Portrety, w Galerii Świat Fotografii, w Warszawie. 
W latach 90. XX wieku jako fotograf współpracował z wieloma ogólnopolskimi czasopismami – BRUM, Film, Zwierciadło, Playboy, Pani, Elle, Sukces. Współpracował z polskimi wytwórniami płytowymi. Był wieloletnim współpracownikiem – fotografem Teatru Narodowego w Warszawie, gdzie portretował aktorów oraz pracowników teatru. Fotografie Andrzeja Georgiewa znajdują się w zbiorach Fundacji Archeologii Fotografii, która zajmuje się archiwizacją jago prac. Fundacja Archeologii Fotografii jest również wydawcą polsko-angielskiej publikacji – katalogu prezentującego twórczość Andrzeja Georgiewa.

## Wystawy[2]
- Pustostan – Noc Muzeów (Warszawa 2015);
- Lumiere, Obscure Luneville (Francja 2014);
- Portrety mieszkańców Woli – Klub Chwila (Warszawa 2010);
- Camelot Imago Mundi (Kraków 2008);
- Portrety – Instytut Polski (Sofia, Bułgaria 2003);
- Powiększenie Blow-up – Pałac Kultury i Nauki (Warszawa 2002);
- Festiwal fotografii czarno-białej – Teatr Witkacego (Zakopane 2002);
- 33 Męskie Portrety – Galeria Świat Fotografii (Warszawa 1997);